# Jardin Jean-Claude-Nicolas-Forestier
Le jardin Jean-Claude-Nicolas-Forestier est un espace vert du 13e arrondissement de Paris, en France. 

## Situation et accès
Il s'est également appelé « jardin Thomire », à cause de la rue Thomire qui le longe à l'est.
Le jardin est accessible par le 79, boulevard Kellermann, par la rue Thomire et par la rue Francis-de-Miomandre, qui longe le stade Charléty et le cimetière de Gentilly.
Il est desservi par la ligne 7 à la station Maison Blanche, par la ligne B du RER à la gare de Cité universitaire et par la ligne 3a du tramway d'Île-de-France à la station Stade Charléty.

## Origine du nom
Il tire son nom de l'architecte paysagiste Jean Claude Nicolas Forestier (1861-1930).

## Historique
Le jardin est créé en 1994 par le paysagiste Louis Benech.